# Eburia clara
Eburia clara es una especie de escarabajo del género Eburia, familia Cerambycidae. Fue descrita científicamente por Bates en 1884.

## Distribución
Habita en México. Los machos y las hembras miden aproximadamente 23,5-33,3 mm. El período de vuelo de esta especie ocurre en los meses de abril, mayo, junio, julio, agosto, septiembre y octubre.